# Podrebar (żupania karlowacka)
Podrebar – wieś w Chorwacji, w żupanii karlowackiej, w gminie Bosiljevo. W 2011 roku liczyła 18 mieszkańców.